# 长齿木蓝
长齿木蓝（学名：Indigofera dolichochaeta），为豆科木蓝属下的一个种。

## 扩展阅读
維基物種上的相關：长齿木蓝